# Alexander Abreu
Alexander Abreu Manresa (Cienfuegos, 1976. szeptember 6. –) kubai trombitás, énekes, dalszerző.

## Életútja
1994-ben végzett a havannai Nemzeti Művészeti Iskolában (ENA, Escuelas Nacionales de Arte). 1996 óta számos dal elkészítésében működött közre zenészként. 2008-ban alapította együttesét a Havana D'Primera-t. A havannai ENA és a koppenhágai Rytmisk Musikkonservatorium dzsessz és kubai zene tanára.
2012-ben színészként szerepelt Emir Kusturicával a Havanna, szeretlek! (7 días en La Habana) című film Jam Session részében.
2019. június 20-án először lépett fel Budapesten. Az Akvárium Klubban adott koncertet együttesével.

## Diszkográfia

### Albumok
- Haciendo Historia (2009, Alexander Abreu y Habana D'Primera)
- Pasaporte (2013, Alexander Abreu y Habana D'Primera)
- La Vuelta Al Mundo (2015, Alexander Abreu y Habana D'Primera)
- Cantor del Pueblo (2018, Habana D'Primera)

### Közreműködőként
2001
- Desnudar Tu Cuerpo
- Ponle Nombre A Este Bolero
- Déjame Entrar
- Postrova
- Arnaldo Y Su Talismán

2002
- Llego Teté
- Te Deseo Suerte
- Mi Tumbao
- Tengo Para Dar
- Me Gusta Así
- Versos En El Cielo
- Lo Mejor De Mi Corazón
- Arsenal
- Malecón
- Momentos

2003
- Fora De Mao
- La Rumba Soy Yo vol.2
- Raza
- Carlos Varela
- Con Alma
- Cantos De Mujer
- Acabo De Soñar
- Inolvidable
- No Voy A Llorar
- En Vivo
- Si Te Van A Dar Te Dan

2004
- Llego La Hora
- Cuba Le Canta A Serrat vol.1
- Mala Vida
- Corazonero
- Moneda Dura
- Irakere. 30 años
- La Habana Me Queda Chiquita
- Mi música
- Enamorao
- Homenaje A Tito Rodríguez De Paulo FG
- La Lucecita
- Salsa y Candela
- El Despecho
- Dichavao
- Luna Negra
- Chucho Valdez con Orquesta
- Diferente
- Nadie Se Parece A Ti
- Pablo Milanés & Andy Montañés

2005
- A Cuba Gracias
- Apasionada
- Vendito Tiempo
- Ábreme la Puerta
- Por Favor Escúchame
- La Bolita
- Salsa Son Timba
- Bony Y Kely Fanática

2006
- Danson
- Un Poquito De Todo
- Mamborama
- Cuba Le Canta A Serrat vol.2
- Caravan
- Chapeando
- Los Papines Siguen Ok
- Cubanito 20.02

2007
- Di Que Piensas
- Solo Tú Y Yo
- Lo que tú querías
- At My Age
- Trust Me

2008
- Mi Peregrinaje

## Turnék
- 2005 – Mamborama (Európa)
- 2012 – Habana D'Primera (Egyesült Államok, Latin-Amerika, Európa)
- 2013 – Pasaporte (Egyesült Államok, Latin-Amerika, Európa)
- 2015 – La Vuelta Al Mundo (Egyesült Államok, Latin-Amerika, Európa, Ázsia)